# Ara macao cyanoptera
El guacamayo rojo centroamericano, (Ara macao cyanoptera), también llamada comúnmente guacamayo bandera, lapa colorada o lapa roja, es una de las subespecies en que se divide la especie Ara macao, un ave grande y colorida, perteneciente a la familia de los loros. Esta subespecie habita en selvas, bosques húmedos, y palmerales del norte de América Central.  

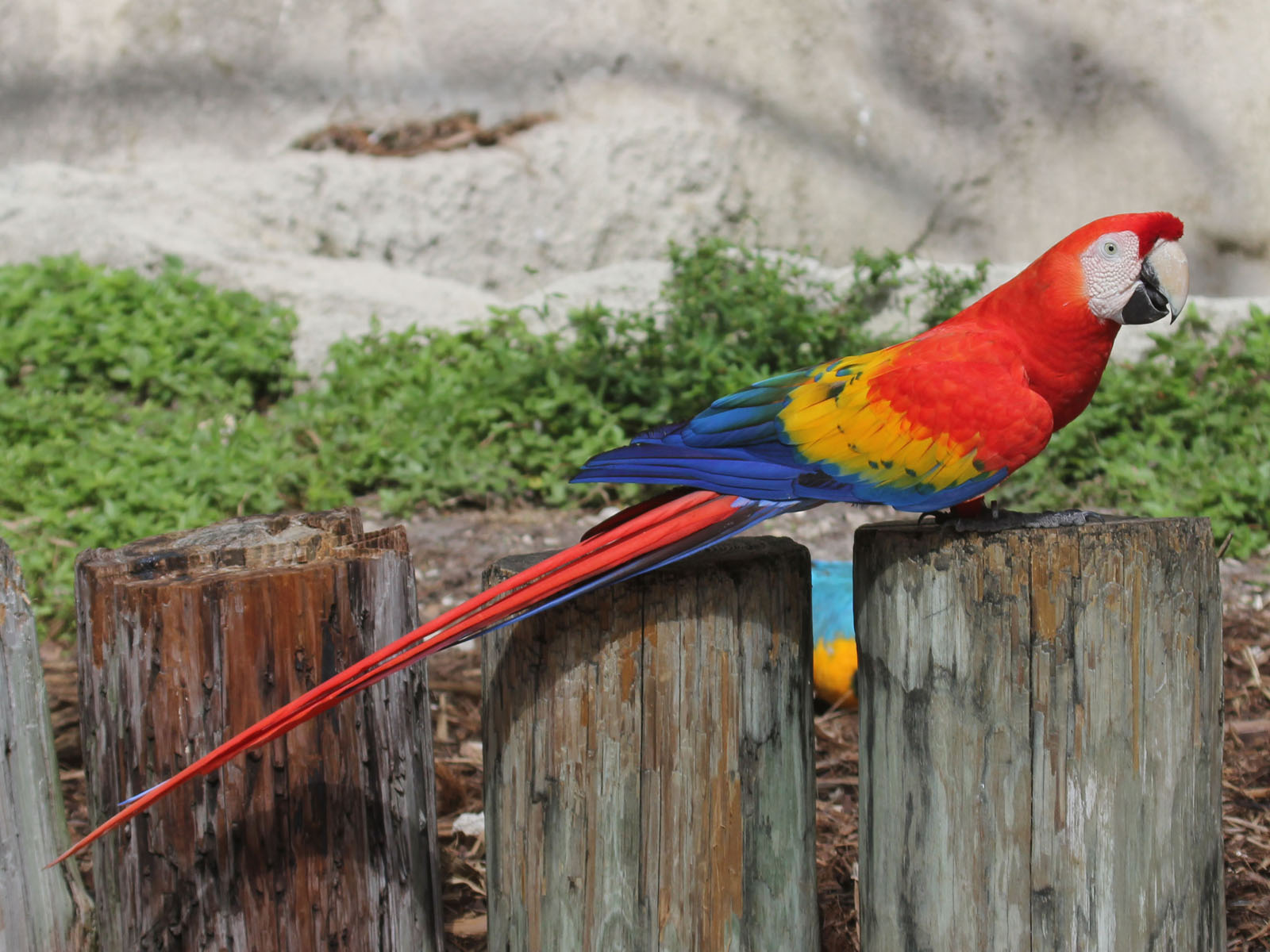
.

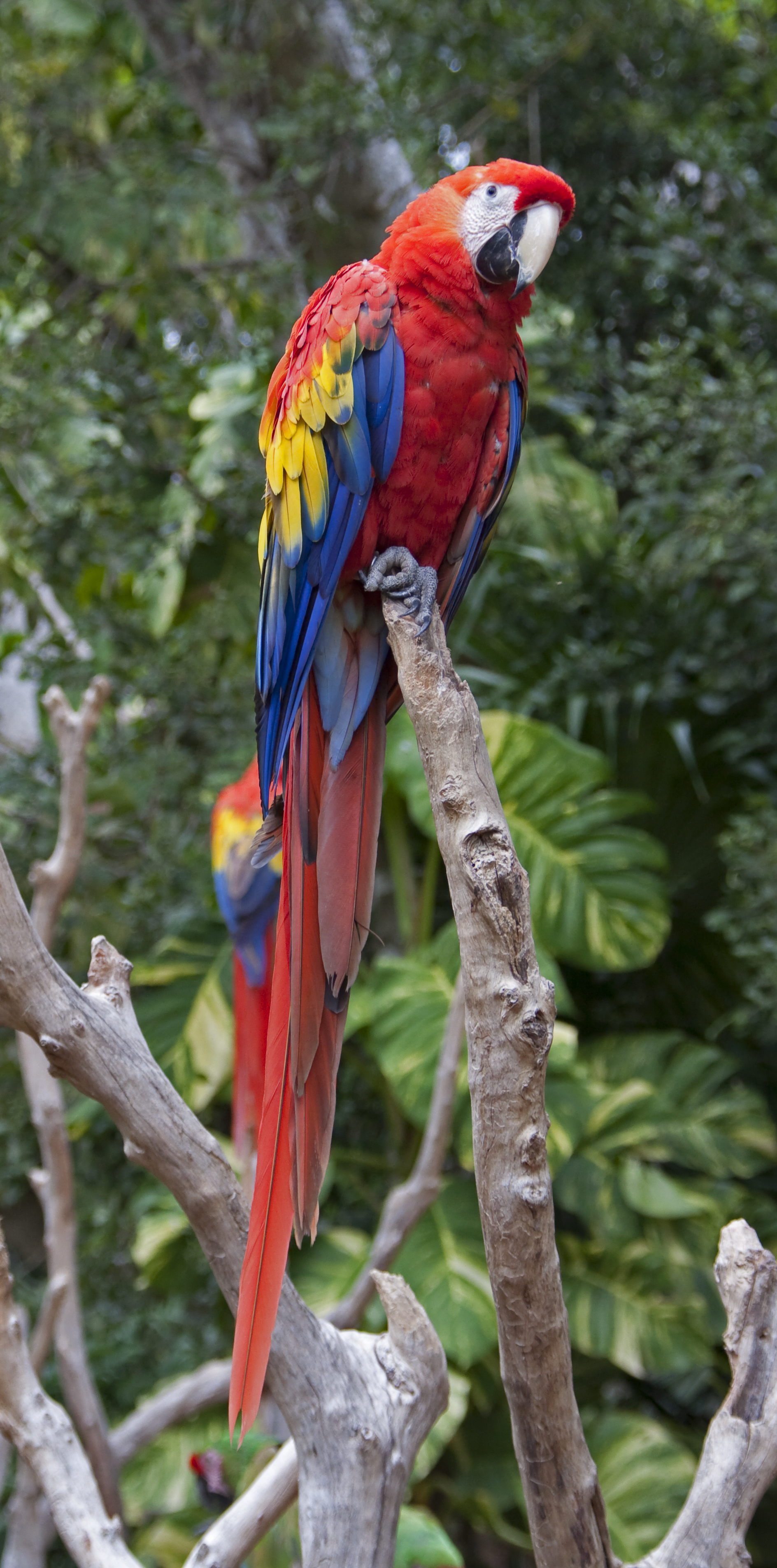
Ara macao cyanoptera.

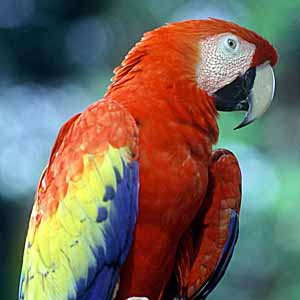
Ara macao cyanoptera.

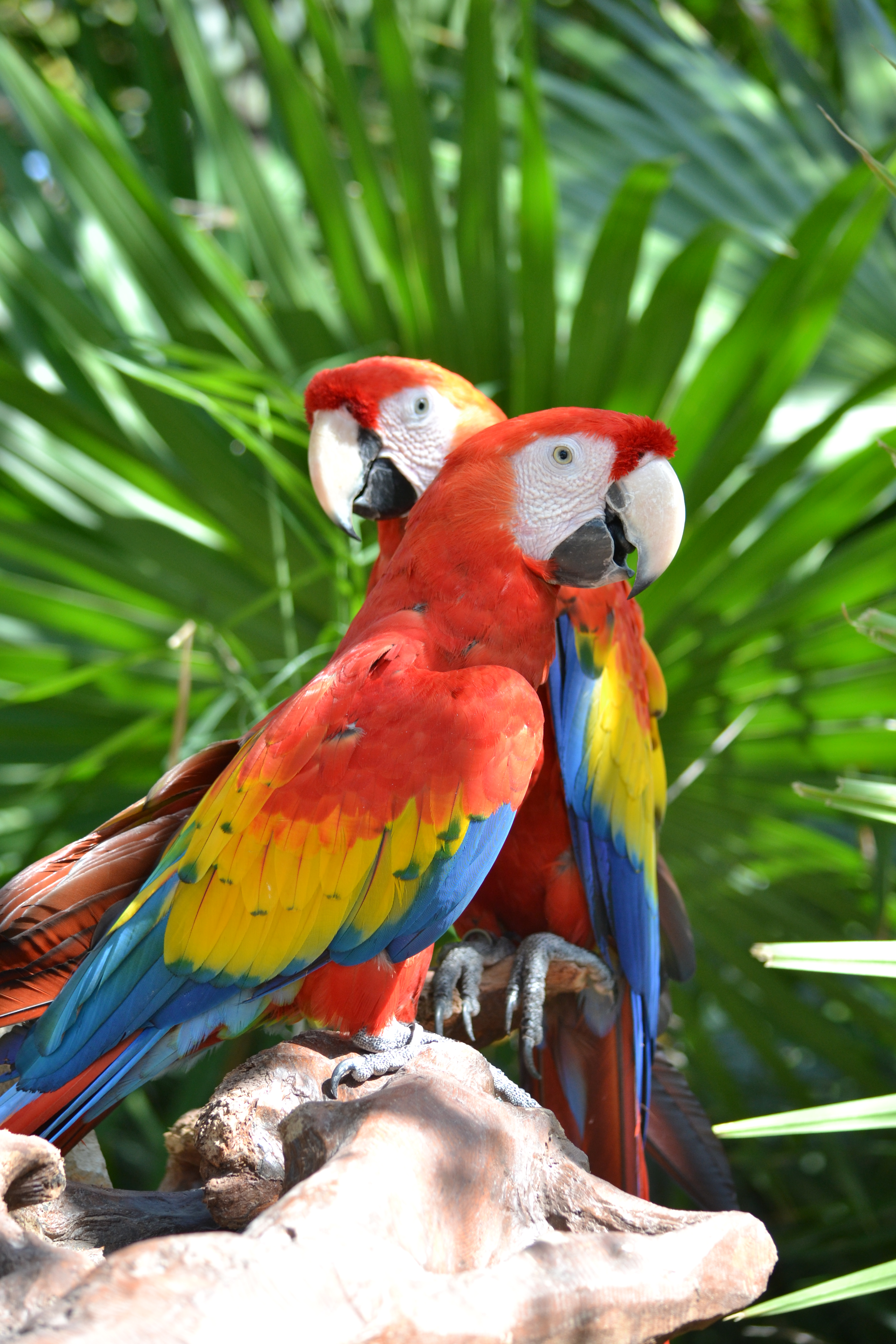
Pareja de Ara macao cyanoptera.

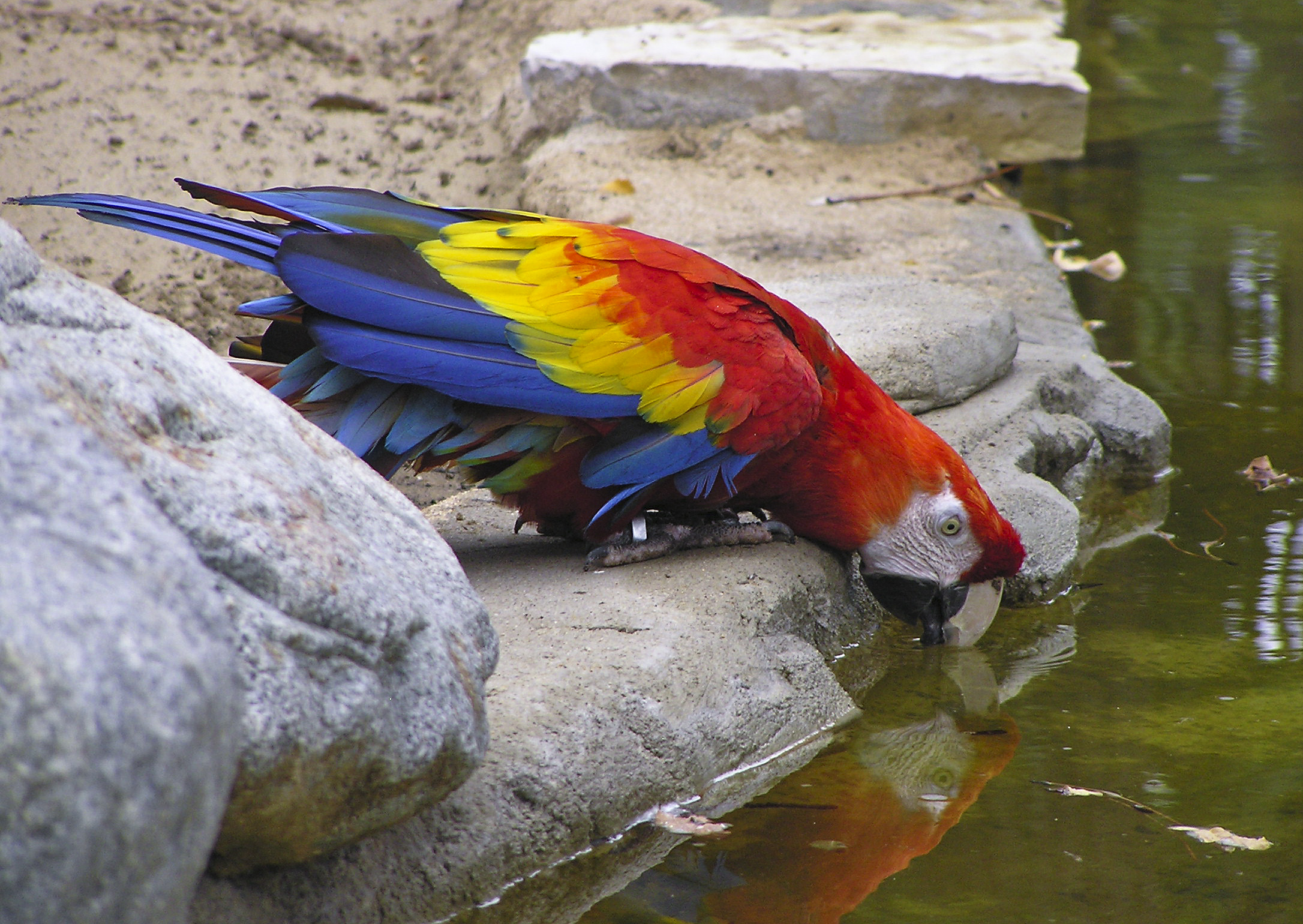
Ara macao cyanoptera.

## Diferencias entre ambas subespecies
Ambas subespecies pueden reconocerse por el tamaño y un detalle en el color de las plumas de sus alas.
- Ara macao macao posee menor tamaño, y en las alas las plumas cobertoras medianas y secundarias poseen punta verde.
- Ara macao cyanoptera posee mayor tamaño, y en las alas las plumas cobertoras medianas y secundarias poseen punta azul.

## Distribución y hábitat
Se extiende desde Oaxaca y el sur de Tamaulipas en el sudeste de México, por Belice, Guatemala, Honduras, hasta el nordeste de Nicaragua; en El Salvador se encuentra extinta en estado silvestre.
Habitan en bosques y pluviselvas de tierras bajas o laderas serranas. 

## Costumbres
Viven normalmente en parejas o conjuntos familiares de tres a cuatro ejemplares, aunque pueden llegar a formar colonias de entre veinticinco y cincuenta individuos. 
Forman pareja de por vida. Se reproducen desde febrero hasta abril. Aprovechan las cavidades hechas por los pájaros carpinteros (familia Picidae) u otros huecos formados naturalmente en árboles de madera suave, para allí establecer sus nidos, a una altura del suelo que puede ir de los 7 hasta los 25 m. La hembra pone uno o dos huevos blancos, que empolla por veinticinco o veinticinco días. Ambos padres crían a los polluelos durante ciento cinco días. Al año de edad las crías se separan de sus padres.
Pueden ser observados alimentándose en árboles altos y caducifolios de bosques de tierras bajas o cerca de los arroyos; lo hacen de semillas, frutas, nueces, flores y néctar. Debido a sus necesidades alimenticias, realizan constantes desplazamientos entre los territorios cercanos en busca de comida. Mientras lo hacen, se mantienen en constante contacto mediante potentes vocalizaciones, las que son audibles a largas distancias.

## Relación con el hombre
Es popular como ave doméstica por su comportamiento sociable y porque aprende a imitar palabras, además de por su colorido plumaje. La guara roja fue seleccionada como símbolo de la fauna nacional y declarada como el ave nacional de la República de Honduras, según decreto ejecutivo N.º 36-93 emitido el 28 de junio de 1993 por el soberano Congreso Nacional de esta nación.

## Conservación
La destrucción de su hábitat y su captura para el comercio han contribuido a la disminución de sus poblaciones, habiendo desaparecido de algunas áreas de su distribución original; es así que se encuentra extinta en estado silvestre en El Salvador.
Dado que tiene un rango de distribución amplio, y que su población, si bien está reduciéndose, no lo hace lo suficientemente rápido como para considerarla en estado vulnerable, la Lista Roja de especies amenazadas de la UICN la lista (a la especie) como de «preocupación menor»; también aparece en el Apéndice l del Convenio sobre el Comercio Internacional de Especies Amenazadas de Fauna y Flora Silvestre (CITES). En los países en donde se distribuye está protegida por diversas leyes y decretos. 